# 周全 (元朝)
周全（13世纪？—1305年），汝宁路光州（今河南省潢川县）人，元朝军事人物。
他在南宋担任广南西路马步军副总管。元世祖至元十二年（1275年）在伯颜率兵攻下江南时，他率兵众渡江归降元军，为泉州知州，兼管军万户。跟随元朝元帅宋都䚟攻打宋朝江西各地。次年，进兵福建、广东，攻克韶州城，杀南宋安抚使熊飞，攻克广州。至元十四年（1277年），攻打广西静江府，有战功，管军总管。次年，镇压赣州崖石山寨反元武装。至元十七年（1280年），进升为管军副万户，镇守龙兴（今江西省南昌市）。至元二十年（1283年），因病辞官。元成宗大德九年（1305年）追封汝南郡侯。